# セサミストリート 50回目の誕生日
セサミストリート 50回目の誕生日（Sesame Street's 50th Anniversary Celebration）は、セサミストリートの特別番組。アメリカ合衆国のHBOで2019年11月9日、PBSで2019年11月17日に放送された。日本ではU-NEXTで2021年11月12日に配信された。この特番ではキャロル・スピニーがビッグバードとオスカー・ザ・グラウチが演じており、2019年12月8日に死去する前に収録されている。

## 登場人物
ジョー
演 - ジョセフ・ゴードン・レヴィット
ジーナ
演 - アリソン・バートレット
ルーシー
演 - ルース・バジー
ルイス
演 - エミリオ・デルガード
マイルズ
演 - オラミデ・フェイソン
ヌードルさん
演 - ビル・アーヴィン
クリス
演 - クリス・ノヴィングス
スーザン
演 - ロレッタ・ロング
マリア
演 - ソニア・マンザーノ
ボブ
演 - ボブ・マグラス
アラン
演 - アラン・ムラオカ
ゴードン
演 - ロスコー・オーマン
リーラ
演 - ニティヤ・ヴィディアサガール
ニーナ
演 - スキ・ロペス

### 特別ゲスト
- フラン・ブリル
- スターリング・K・ブラウン
- エルビス・コステロ
- ウーピー・ゴールドバーグ
- ノラ・ジョーンズ
- ソランジュ・ノウルズ
- パティ・ラベル
- イツァーク・パールマン
- ナイル・ロジャース
- キャロル・スピニー
- デヴラ・スピニー
- メーガン・トレイナー

### マペット
ビッグバード
パペティア - マット・ヴォーゲル
エルモ
パペティア - ライアン・ディロン
クッキーモンスター
パペティア - デヴィッド・ラッドマン
グローバー
パペティア - エリック・ジェイコブソン
ジョンソン
パペティア - マット・ヴォーゲル
オスカー・ザ・グラウチ
パペティア - エリック・ジェイコブソン
ゾーイ
パペティア - ジェニファー・バーンハート
ロジータ
パペティア - カルメン・オスバール
スナッフィー
パペティア - マーティン・P・ロビンソン
バート
パペティア - エリック・ジェイコブソン
アーニー
パペティア - ピーター・リンツ
カウント伯爵
パペティア - マット・ヴォーゲル
カーミット
パペティア - マット・ヴォーゲル
アビー・カダビー
パペティア - レスリー・カラーラ・ルドルフ
ルーディ
パペティア - フランキー・コルテロ
ガイ・スマイリー
パペティア - エリック・ジェイコブソン
ルル
パペティア - ステファニー・ダブルッツォ
エリザベス
パペティア - ステファニー・ダブルッツォ
プレーリー・ドーン
パペティア - ステファニー・ダブルッツォ
ベビー・ナターシャ
パペティア - レスリー・カラーラ・ルドルフ
マレー・モンスター
パペティア - ジョーイ・マッツァリーノ
オベジータ
パペティア - カルメン・オスバール
ジュリア
パペティア - ステイシー・ゴードン
フーツ
パペティア - クリストファー・トーマス・ヘイズ
モンティ
パペティア - マーティン・P・ロビンソン
テリーモンスター
パペティア - マーティン・P・ロビンソン
シャーロック・ヘムロック
パペティア - デヴィッド・ラッドマン
ルイ
パペティア - タイラー・バンチ
キングストン・リビングストン
パペティア - ケビン・クラッシュ
ウォルフ・ギャング
パペティア - ケビン・クラッシュ
マムフォード
パペティア - ジョン・ケネディ
ヘリーモンスター
パペティア - ピーター・リンツ
ベビーベア
パペティア - デヴィッド・ラッドマン
パパベア
パペティア - ジョーイ・マッツァリーノ
ママベア
パペティア - ジェニファー・バーンハート
カーリーベア
パペティア - ステファニー・ダブルッツォ
ウルフ
パペティア - タイラー・バンチ
イングリッド
パペティア - ジョーイ・マッツァリーノ
ハンフリー
パペティア - デヴィッド・ラッドマン
ゴンガー
パペティア - ウォリック・ブラウンロウ・パイク
マクドナルドおじさん
パペティア - マーティン・P・ロビンソン
ベニー・ラビット
パペティア - ケビン・クラッシュ
ゴールディ・ロックス
パペティア - パム・アルシエロ
グルンゲッタ
パペティア - パム・アルシエロ
サリー・ウィルソン
パペティア - パム・アルシエロ
ロキシー・マリー
パペティア - ジェニファー・バーンハート
グラディス
パペティア - ジェニファー・バーンハート
ハーヴェイ・ニールスラッパー
パペティア - エリック・ジェイコブソン
2つ頭のモンスター
パペティア - エリック・ジェイコブソン（左側）、デヴィッド・ラッドマン（右側）
トーマス・ツイドルバグ
パペティア - マーティン・P・ロビンソン
火星人
パペティア - マーティン・P・ロビンソン
ドナルド・グランプ
パペティア - マーティン・P・ロビンソン
スライミー
パペティア - マーティン・P・ロビンソン
デイビー・モンキー
パペティア - デヴィッド・ラッドマン
ジョーイ・モンキー
パペティア - ジョーイ・マッツァリーノ

### 声の出演
ルーズベルト・フランクリン
パペティア - ライアン・ディロン、クリス・ノヴィングス
タクシー・ドライバー
パペティア - キャロル・スピニー
ホラティオ・ザ・エレファント
パペティア - タイラー・バンチ、ピーター・リンツ
ザ・ベイカー
パペティア - ジム・ヘンソン（アーカイブ出演）

## 日本語吹き替え版キャスト
| キャスト                  | 日本語吹き替え |
| ------------------------- | -------------- |
| ジョー                    | 原慎一郎       |
| ビッグバード              | 鶴岡聡         |
| エルモ                    | 松本健太       |
| クッキーモンスター        | 佐藤哲也       |
| アビー・カダビー          | 小桜エツコ     |
| グローバー                | 西脇保         |
| アーニー                  | 西脇保         |
| ロジータ                  | 竹田佳央里     |
| オスカー・ザ・グラウチ    | 河相智哉       |
| ジーナ                    | おまたかな     |
| グランジェッタ            | おまたかな     |
| クリス                    | 田中英樹       |
| テリーモンスター          | 田中英樹       |
| アラン                    | 後藤敦         |
| ニーナ                    | 大室佳奈       |
| ゾーイ                    | 大室佳奈       |
| カーミット                | 真殿光昭       |
| スターリング・K・ブラウン | 落合弘治       |
| バート                    | 落合弘治       |
| スナッフィー              | 落合弘治       |
| ルイ                      | 落合弘治       |
| ゴンガー                  | 越後屋コースケ |
| ノラ・ジョーンズ          | 武内鮎美       |
| パティ・ラベル            | 武内鮎美       |
| ナイル・ロジャース        | さけもとあきら |
| フーツ                    | さけもとあきら |
| パティ・ラベル            | 泉佳奈         |

- 翻訳 - いずみつかさ、演出 - 平野智子、プロデューサー - 長岡学、録音製作 - スタジオ・エコー

## 主題歌・挿入歌
- "セサミストリートのテーマ"（感謝祭バージョン）
- "Welcome (to the Party)"
- "The People in Your Neighborhood"
- "Bein' Green"
- "メドレー:I Love Trash、ABC-DEF-GHI、エルモの歌、One of These Things、アヒルくんのうた、CはクッキーのC"
- "I Remember"
- "Count Me In"
- "Put Down the Duckie"
- "シング"
- "This is My Street"